# Alexander Prokopchuk
Alexander Vasilyevich Prokopchuk (en ruso: Александр Васильевич Прокопчук) (República Socialista Soviética de Ucrania, 18 de noviembre de 1961) es un militar ruso, agente de los servicios rusos de seguridad del Ministerio del Interior de Rusia, primero con el KGB y, tras su disolución, del FSB. Posteriormente, fue designado, en junio de 2011, como jefe de la Oficina Central Nacional que permanecía como enlace entre la Federación Rusia y la INTERPOL. A este puesto se le sumó el cargo de vicepresidente de esta organización, otorgado el 10 de noviembre de 2016.
Se graduó de la Universidad de Kiev con una licenciatura en Lenguas y Literatura romance-germánica en 1983, y en Derecho por la Universidad Financiera, licenciándose en el año 2000.
Su hermano pequeño, Igor Prokopchuk, es un diplomático ucraniano que actúa como representante permanente de este país ante la Organización para la Seguridad y la Cooperación en Europa (OSCE).
En noviembre de 2018, después de la detención del presidente de INTERPOL, Meng Hongwei, fue propuesto en la reunión que la Organización Internacional de Policía Criminal celebró en Dubái para suceder al surcoreano Kim Jong Jang, que ocupaba de manera interina la presidencia. Su posible elección fue rechazada por algunos senadores estadounidenses como Chris Coons, Marco Rubio, Jeanne Shaheen y Roger Wicker, integrantes de la Comisión de Seguridad y Cooperación con Europa del Congreso de los Estados Unidos, que argumentaron que su elección "sería como poner a un zorro para cuidar del gallinero".